# Boris Williams
Boris Peter Bransby-Williams (Versalhes, 24 de Abril de 1957) é um baterista inglês nascido na França, mais conhecido pelo seu trabalho com o The Cure.
Anteriormente tinha já trabalhado com vários artistas, incluindo os Thompson Twins, Kim Wilde, Strawberry Switchblade e Tomato City.
Williams teve um relacionamento com Caroline Crawley, antiga vocalista da banda Shelleyan Orphan, vindo mais tarde a formar uma banda com esta, os Babacar. Ocasionalmente tem colaborado com os The Cure.

## Discografia
The Cure
- The Head on the Door (1985)
- The Cure in Orange (1986), VHS
- Standing on a Beach (1986)
- Kiss Me, Kiss Me, Kiss Me (1987)
- Disintegration (1989)
- Mixed Up (1990)
- Entreat (1991)
- Wish (1992)
- Paris (1993)
- Show (1993)
- Galore (1997)
- Greatest Hits (2001)

Thompson Twins
- Quick Step and Side Kick (1983)[1]
- Into the Gap (1984)

Strawberry Switchblade
- Strawberry Switchblade (1985)[2]

Robbie Nevil
- Robbie Nevil (1986)

Ian McCulloch
- Candleland (1989)[3]

Drums on "The White Hotel" and "Proud to Fall"
Shelleyan Orphan
- Humroot (1992)[4]
- We Have Everything We Need (2008)[5]

Babacar
- Babacar (1998)